# Braintree (Vermont)
Braintree ist eine Town im Orange County des Bundesstaates Vermont in den Vereinigten Staaten mit 1207 Einwohnern (laut Volkszählung von 2020).

## Geografie

### Geografische Lage
Braintree liegt im Südwesten des Orange Countys. Der Third Branch White River fließt zentral in südöstlicher Richtung mit diversen kleineren Zuflüssen durch die Town. Es gibt nur wenige kleinere Seen in Braintree. Das Gebiet der Town ist hügelig, mit einem größeren Höhenzug im Westen. Dort befindet sich auch der höchste Berg der Town, der 923 m hohe Braintree Mountain.

### Nachbargemeinden
Alle Entfernungen sind als Luftlinien zwischen den offiziellen Koordinaten der Orte aus der Volkszählung 2010 angegeben.
- Norden: Roxbury, 4,0 km
- Nordosten:Brookfield, 13,7 km
- Osten: Randolph, 11,3 km
- Südosten: Bethel, 3,7 km
- Süden: Rochester, 14,1 km
- Westen: Granville, 14,8 km

### Stadtgliederung
In Braintree gab es drei Siedlungsgebiete, West Braintree mit einem Bahnhof der Bahnstrecke Windsor–Burlington, dort gibt es ein Postamt, ein Hotel, Geschäfte und eine Sägemühle. Hutchinsons Village, heute bekannt als Peth liegt am Spears Brook. Dort befand sich früher das Postamt, außerdem eine Kirche, ein Geschäft, sowie Öl-, Klee- und Sägemühlen. 1840 siedelten sich diese Geschäfte, bis auf die Mühlen in East Braintree auch bekannt unter Snowsville nach Jeremiah Snow, der sich 1814 niederließ und eine Sägemühle, sowie eine Schrotmühle erbaute. Heute gibt es noch zwei Siedlungsgebiete: West Braintree und East Braintree.

### Klima
Die mittlere Durchschnittstemperatur in Braintree liegt zwischen −9,44 °C (15 °Fahrenheit) im Januar und 18,3 °C (65 °Fahrenheit) im Juli. Damit ist der Ort gegenüber dem langjährigen Mittel der USA um etwa 9 Grad kühler. Die Schneefälle zwischen Mitte Oktober und Mitte Mai liegen mit mehr als zwei Metern etwa doppelt so hoch wie die mittlere Schneehöhe in den USA. Die tägliche Sonnenscheindauer liegt am unteren Rand des Wertespektrums der USA, zwischen September und Mitte Dezember sogar deutlich darunter.

## Geschichte
Der Grant für Braintree wurde am 2. November 1780 ausgerufen, den Grant bekamen Jacob Spear, Levi Davis und 65 weitere. Dies wurde am 1. August 1781 bestätigt. Die Besiedlung der Town startete 1783. Zu den ersten Siedlern gehörten Silas Flint, Samuel Bass, Jacob und Samuel Spear und weitere. Die ersten Siedler stammten aus Braintree, Massachusetts und die Town wurde nach ihrer früheren Heimat ebenfalls Braintree genannt. Die konstituierende Versammlung der Town fand am 7. März 1788.

### Einwohnerentwicklung
| Jahr      | 1700 | 1710 | 1720 | 1730 | 1740 | 1750 | 1760 | 1770 | 1780 | 1790 |
| --------- | ---- | ---- | ---- | ---- | ---- | ---- | ---- | ---- | ---- | ---- |
| Einwohner |      |      |      |      |      |      |      |      |      | 221  |
| Jahr      | 1800 | 1810 | 1820 | 1830 | 1840 | 1850 | 1860 | 1870 | 1880 | 1890 |
| Einwohner | 531  | 850  | 1033 | 1209 | 1332 | 1228 | 1225 | 1066 | 1051 | 854  |
| Jahr      | 1900 | 1910 | 1920 | 1930 | 1940 | 1950 | 1960 | 1970 | 1980 | 1990 |
| Einwohner | 776  | 760  | 707  | 635  | 648  | 626  | 536  | 751  | 1065 | 1174 |
| Jahr      | 2000 | 2010 | 2020 | 2030 | 2040 | 2050 | 2060 | 2070 | 2080 | 2090 |
| Einwohner | 1194 | 1246 | 1207 |      |      |      |      |      |      |      |

## Wirtschaft und Infrastruktur

### Verkehr
Entlang des White Rivers führt von Nordwesten in Richtung Südosten die Vermont State Route 12A von Roxbury im Nordwesten nach Randolph im Südosten. Die Bahnstrecke Windsor–Burlington hatte eine Haltestelle in Braintree, heute ist es eine Güterstrecke.

### Öffentliche Einrichtungen
Es gibt kein Krankenhaus in Braintree. Das Gifford Medical Center, welches sich in Randolph befindet, ist das nächstgelegene Krankenhaus.

### Bildung
Braintree gehört zur Orange Southwest Supervisory Union. In Braintree befindet sich die Braintree Elementary School, mit Klassen von Kindergarten bis zur sechsten Schulklasse.
In Braintree gibt es keine Bibliothek. Die nächstgelegene ist die Kimball Public Library in Randolph.

## Persönlichkeiten

### Söhne und Töchter der Stadt
- Jefferson P. Kidder (1815–1883), Politiker, Delegierter das Dakota-Territorium im US-Repräsentantenhaus